# Глобал Портс
Глобал Портс — крупнейший оператор специализированных морских контейнерных терминалов на российском рынке по пропускной способности и контейнерообороту по данным Ассоциации морских портов России (АСОП).
Терминалы Глобал Портс расположены в Балтийском и Дальневосточном морских бассейнах, которые являются ключевыми регионами внешнеторговых грузопотоков РФ. 
Оператор управляет пятью морскими терминалами в России — «Петролеспорт», «Первый контейнерный терминал», «Усть-Лужский контейнерный терминал» и «Моби Дик» на Балтике, контейнерным терминалом в Приморском крае, а также двумя контейнерными терминалами в Финляндии — терминалы Multi-Link в Хельсинки и Котке. Также в структуру Глобал Портс входит тыловой терминал «Логистический парк «Янино»» под Санкт-Петербургом.

## История
Глобал Портс образован в 2008 году на базе портовых активов Группы «Н-Транс». В холдинг вошли «Петролеспорт», контейнерный терминал «Моби Дик», Логистический парк «Янино» и 50 % нефтепродуктового терминала Vopak E.O.S.
В 2011 году Глобал Портс провёл IPO на Лондонской бирже. Вся компания была оценена в $2,35 млрд. Общий объём размещения составил $534 млн. Из этой суммы $100 млн получила сама компания, остальное — «Н-Транс». Free float составил 25 %.
В ноябре 2012 году компания APM Terminals B.V., терминальное подразделение группы A.P. Møller — Mærsk, выкупила у «Н-Транса» половину их акций  Глобал Портс, 37,5 % компании. 
В 2013 году Глобал Портс купил «Национальную контейнерную компанию». В сделку вошли 100 % «Первого контейнерного терминала», 80 % «Усть-Лужского контейнерного терминала» и 100 % компании «Логистика-Терминал» (сухой порт на юге Санкт-Петербурга). За 100 % НКК отдала Глобал Портс $291 млн и 18 % собственных акций, в результате чего доли основных акционеров Глобал Портс — «Н-Транса» и APM Terminals — снизились с 37,5 % до 30,75 %, доля акций в свободном обращении уменьшилась с 25 % до 20,5 %.
В 2017 году Глобал Портс продал «ТрансКонтейнеру» 100 % ЗАО «Логистика-Терминал».
В 2018 году ГК «Дело» выкупила у «Н-Транса» 30,75 % акций Глобал Портс.
В 2019 году Глобал Портс продал терминал Vopak E.O.S. в Эстонии.
В 2022 году ГК «Дело» увеличила долю в Глобал Портс до 61,5 %, выкупив акции, принадлежавшие APM Terminals.
В апреле 2023 года группа Глобал Портс произвел делистинг своих глобальных депозитарных расписок с Лондонской фондовой биржи.
В декабре 2023 года Глобал Портс осуществил перерегистрацию с Кипра в российскую юрисдикцию — в специальном административном районе на острове Русский в Приморском крае зарегистрирована «Международная компания акционерное общество «Глобал Портс Инвестментс» (МКАО «ГПИ»).
В 2024 ГК «Дело» довела долю акций в Глобал Портс с 61,5 % до 91,25 %.

## Активы
Общая мощность морских контейнерных терминалов Глобал Портс составляет 3 100 тыс. TEU (по пропускной способности склада), площадь терминалов — 454 га. Число сотрудников — 3 400  человек.

### Первый контейнерный терминал

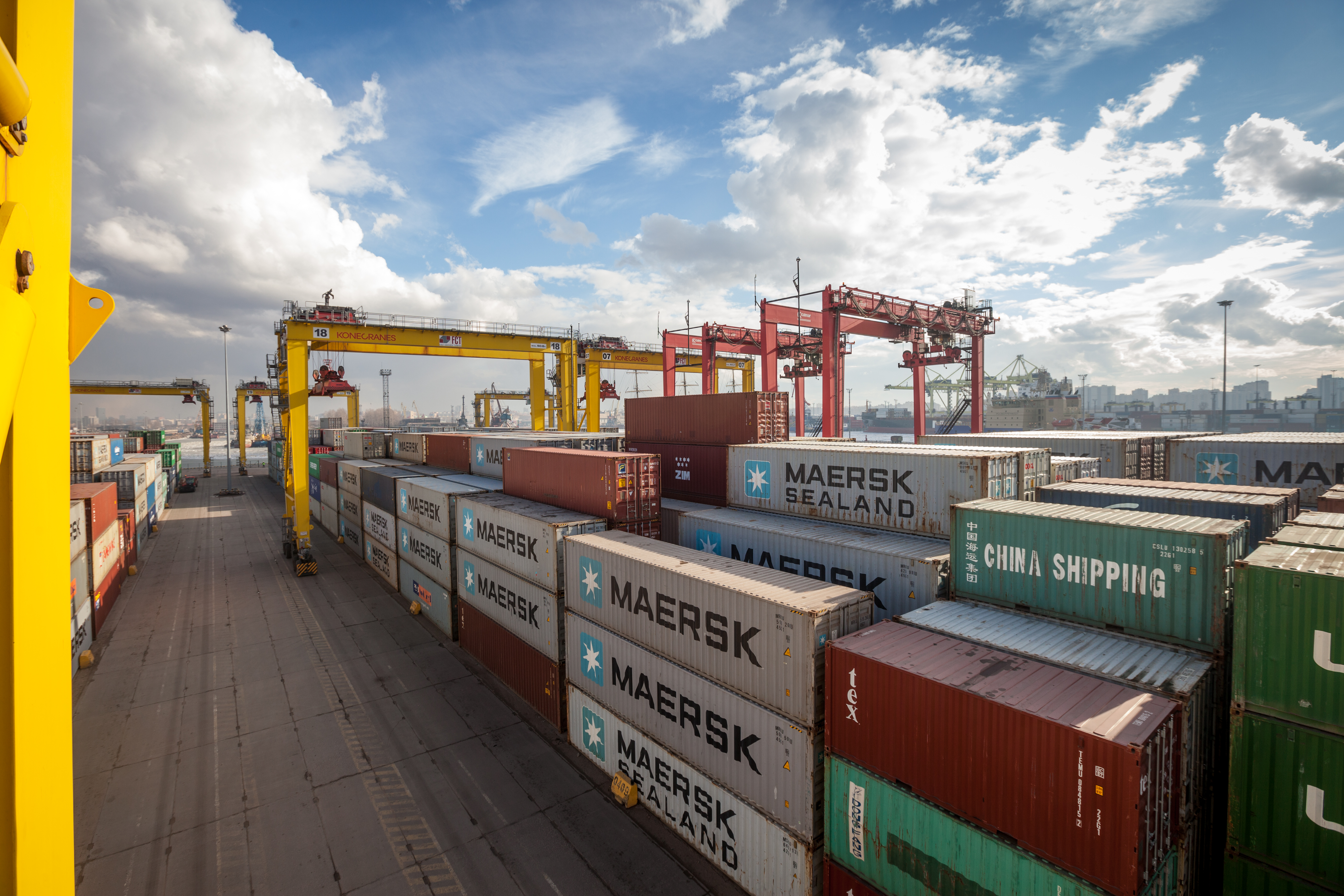
Первый контейнерный терминал

«Первый контейнерный терминал» — крупнейший и старейший контейнерный терминал России. Расположен в Большом порту Санкт-Петербург. Создан в 1973 году как первый специализированный контейнерный терминал в СССР. В 1998 году на базе контейнерного терминала санкт-петербургского порта было основано акционерное общество «Первый контейнерный терминал». ПКТ связан регулярным прямым сообщением с крупными азиатскими портами и соединён прямым железнодорожным и автомобильным сообщением с регионами России.

### Петролеспорт

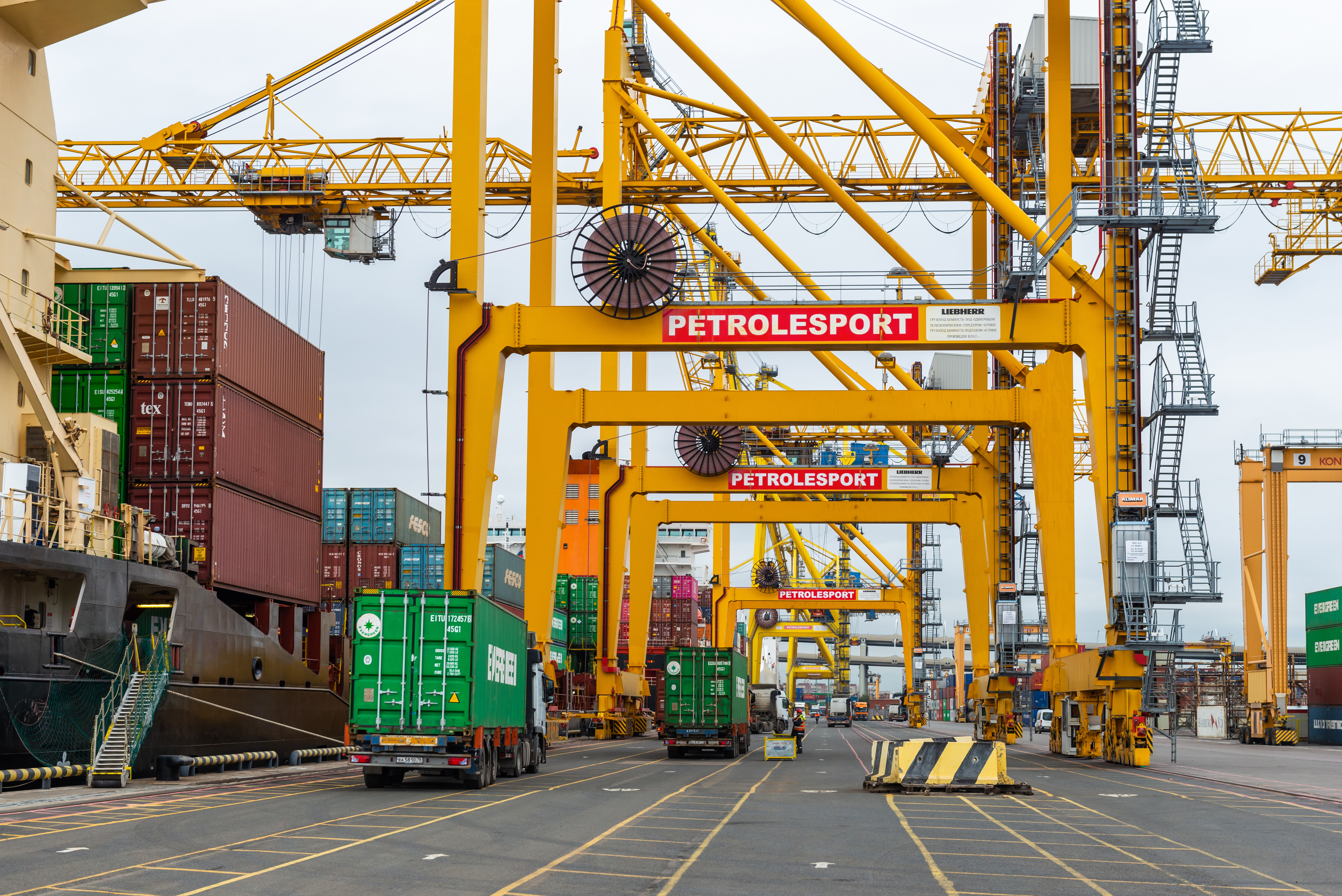
Петролеспорт

«Петролеспорт» — многофункциональный морской терминал, расположенный в Большом порту Санкт-Петербург на островах Гутуевский, Вольный, Гладкий и Гребёнка. Соединён прямым железнодорожным и автомобильным сообщением с регионами России. История терминала восходит к Лесному порту, созданному в конце XIX века. Осуществляет перевалку грузов различной номенклатуры – контейнеров, ро-ро, лесоматериалов, навалочных грузов, металлолома, металлоизделий, проектных грузов, в том числе тяжеловесного и негабаритного оборудования. 

### Дальневосточный терминал Глобал Портс
Терминал Глобал Портс в Приморском крае является одним из крупнейших терминалов на Дальнем Востоке России. Напрямую связан с Транссибирской магистралью — станция Находка-Восточная находится в 8 км от терминала. Осуществляет перевалку контейнеров импортного, экспортного, каботажного и транзитного направлений, а также генеральных грузов. Оказывает все виды стивидорных и экспедиторских услуг, включая услуги современного склада комплектации (CFS), в том числе перетарку груза из автомобиля / вагона в контейнер и обратно. Формирует ускоренные контейнерные поезда в центральную часть РФ, страны СНГ, Китай.

### Усть-Лужский контейнерный терминал

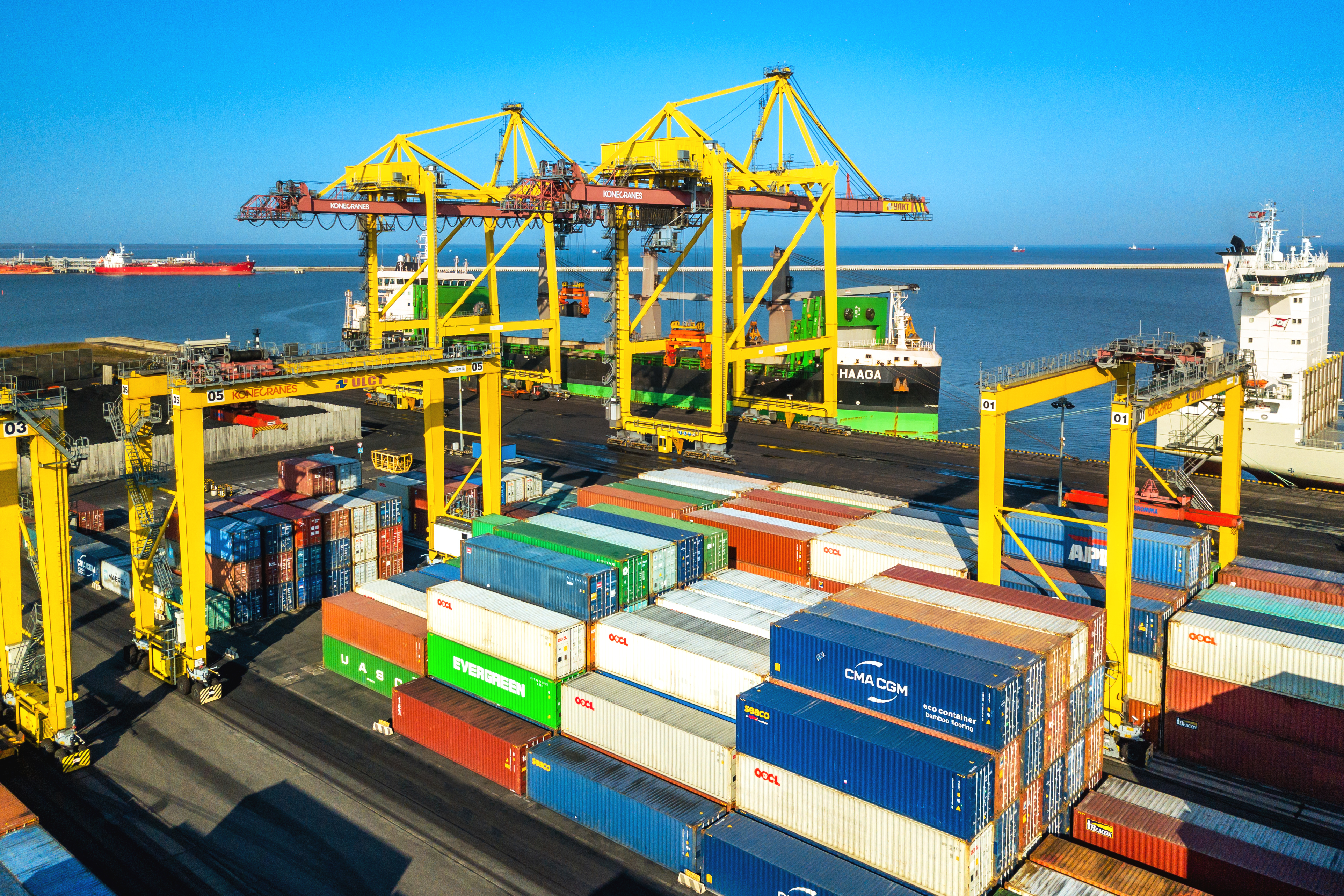
Усть-Лужский контейнерный терминал

«Усть-Лужский контейнерный терминал» — терминал в глубоководном порту Усть-Луга, расположенном в Лужской губе Финского залива. Первое судно на терминале было принято 29 декабря 2011 года.  Обрабатывает контейнеры, навалочные грузы, в том числе по контейнерной технологии, проектные грузы. В 2024 году терминал УЛКТ увеличил гарантированную  осадку у причалов с 12,1 м до 12,6 м и стал способен принимать суда стандарта «Панамакс».

### Моби Дик

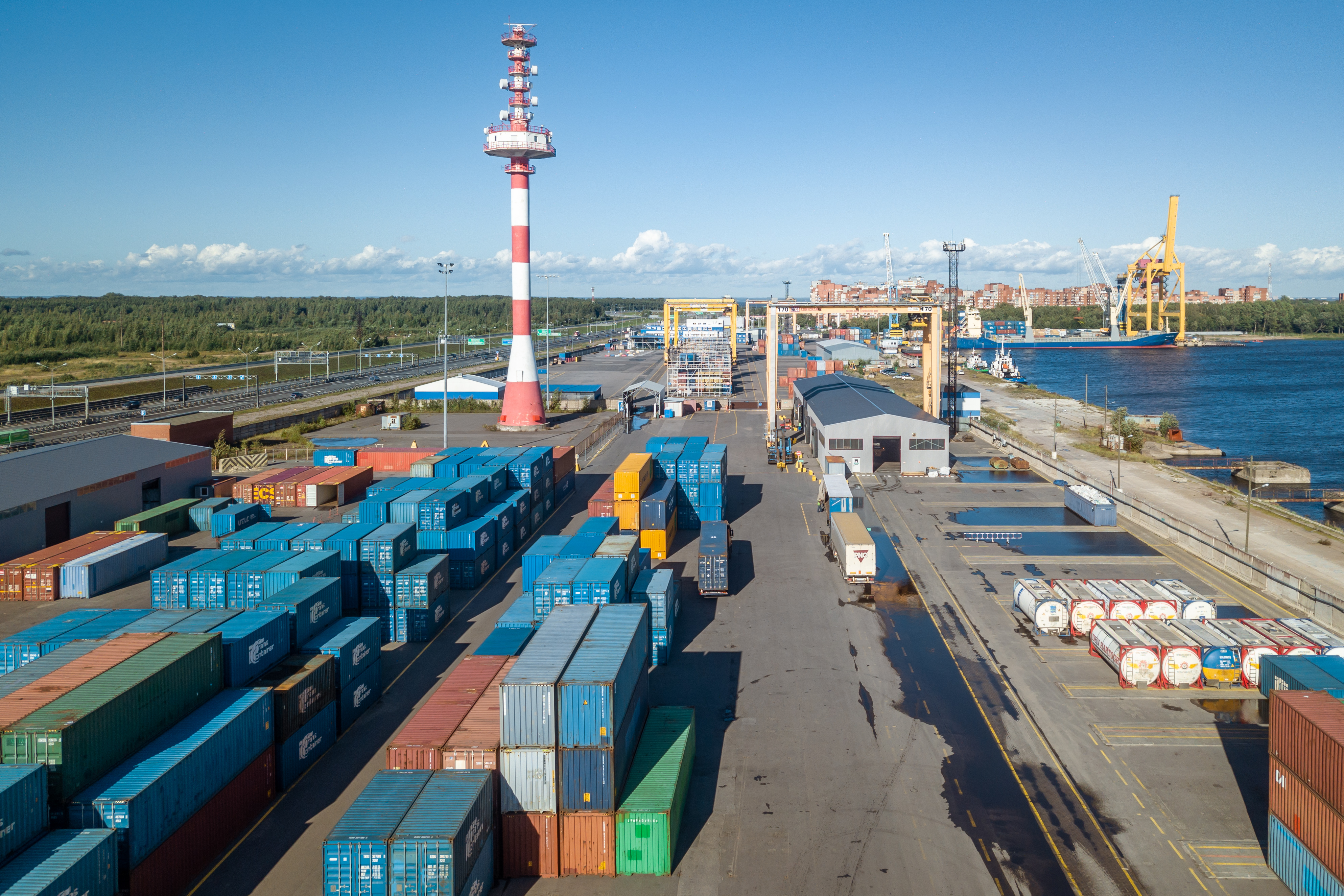
Терминал «Моби Дик»

«Моби Дик» — морской грузовой терминал, расположенный в Кронштадтe на острове Котлин на входе в гавань Санкт-Петербурга. Входит в состав Большого порта Санкт-Петербург.  Строительство терминала началось в 2000 году, а уже в июле 2002 «Моби Дик» обработал первое судно. Осуществляет перевалку контейнерных, навалочных, генеральных, крупногабаритных грузов и грузов ро-ро. Терминал имеет прямой доступ к КАД Санкт-Петербурга.«Моби Дик» входит в пункт пропуска через государственную границу «Морской грузо-пассажирский постоянный многосторонний пункт пропуска через государственную границу Российской Федерации в морском порту Большой порт Санкт-Петербург» (Приказ Министерства транспорта РФ от 16 августа 2016 г. N 240 «Об открытии морского грузо-пассажирского постоянного многостороннего пункта пропуска через государственную границу Российской Федерации в морском порту Большой порт Санкт-Петербург») и таможенный пост Балтийской таможни «Кронштадтский».

### Логистический парк «Янино»
Логистический парк «Янино» — многофункциональный транспортно-логистический комплекс, «сухой порт». Расположен в 1,5 км от Кольцевой автодороги Санкт-Петербурга, обладает развитой инфраструктурой, включающей контейнерный и железнодорожный терминалы, складской и таможенный комплексы. Построен в 2010 году, полноценно заработал с мая 2011 года. 

### Multi-Link Terminals
Компания Multi-Link Terminals Ltd Oy управляет двумя терминалами в Финляндии. Multi-Link Terminals была основана в 2004 году как стивидорное подразделение судоходной линии Containerships. Первым начал работу терминал в Западном порту Хельсинки, в 2005 году был введен в эксплуатацию терминал в Котке. Multi-Link Terminals принадлежит группе Глобал Портс (50 %) и CMA Terminals (50 %).
В 2008 году все операции из Западного порта Хельсинки были перенесены в новый морской порт Вуоссари в рамках программы по выводу грузовых терминалов из исторической части города. Среди перенесённых терминалов в новом порту начал работу и MLT-Helsinki.

### РОЛИС
«Российские логистические информационные системы» (РОЛИС) — специализированный разработчик IT-систем для компаний, входящих в  Глобал Портс, и других транспортных предприятий транспортной отрасли. Компания была создана в 2004 году на базе информационной службы «Первого контейнерного терминала». При участии РОЛИС ПКТ первым среди российских стивидорных компаний ввёл в документооборот электронную цифровую подпись (2009 год) и первым внедрил механизм электронного обмена данными с Федеральной таможенной службой РФ (2013 год), стал первым российским терминалом в России, обеспечившим полный электронный документооборот на всех этапах обработки груза (2015) - а в 2020 году ПКТ первым из терминалов РФ перешёл на полностью безбумажное оформление экспортных и импортных грузов.
В 2024 году РОЛИС перешел из холдинга Глобал Портс в состав другого актива ГК «Дело» - компании «ДелоТех».